# Gare centrale d'Eindhoven
Vous pouvez aider à l'améliorer ou bien discuter des problèmes sur sa page de discussion.
- Il ne cite pas suffisamment ses sources. Vous pouvez indiquer les passages à sourcer avec {{référence nécessaire}} ou {{Référence souhaitée}}, et inclure les références utiles en les liant aux notes de bas de page. (Marqué depuis mai 2023)
- Son texte doit être wikifié : il ne correspond pas à la mise en forme Wikipédia (style, typographie, liens internes, liens entre les wikis, etc.). (Marqué depuis mai 2023)

- Archive Wikiwix
- Bing
- Cairn
- DuckDuckGo
- E. Universalis
- Gallica
- Google
- G. Books
- G. News
- G. Scholar
- Persée
- Qwant
- (zh) Baidu
- (ru) Yandex
- (wd) trouver des œuvres sur Wikidata

Pour les articles homonymes, voir Gare centrale.

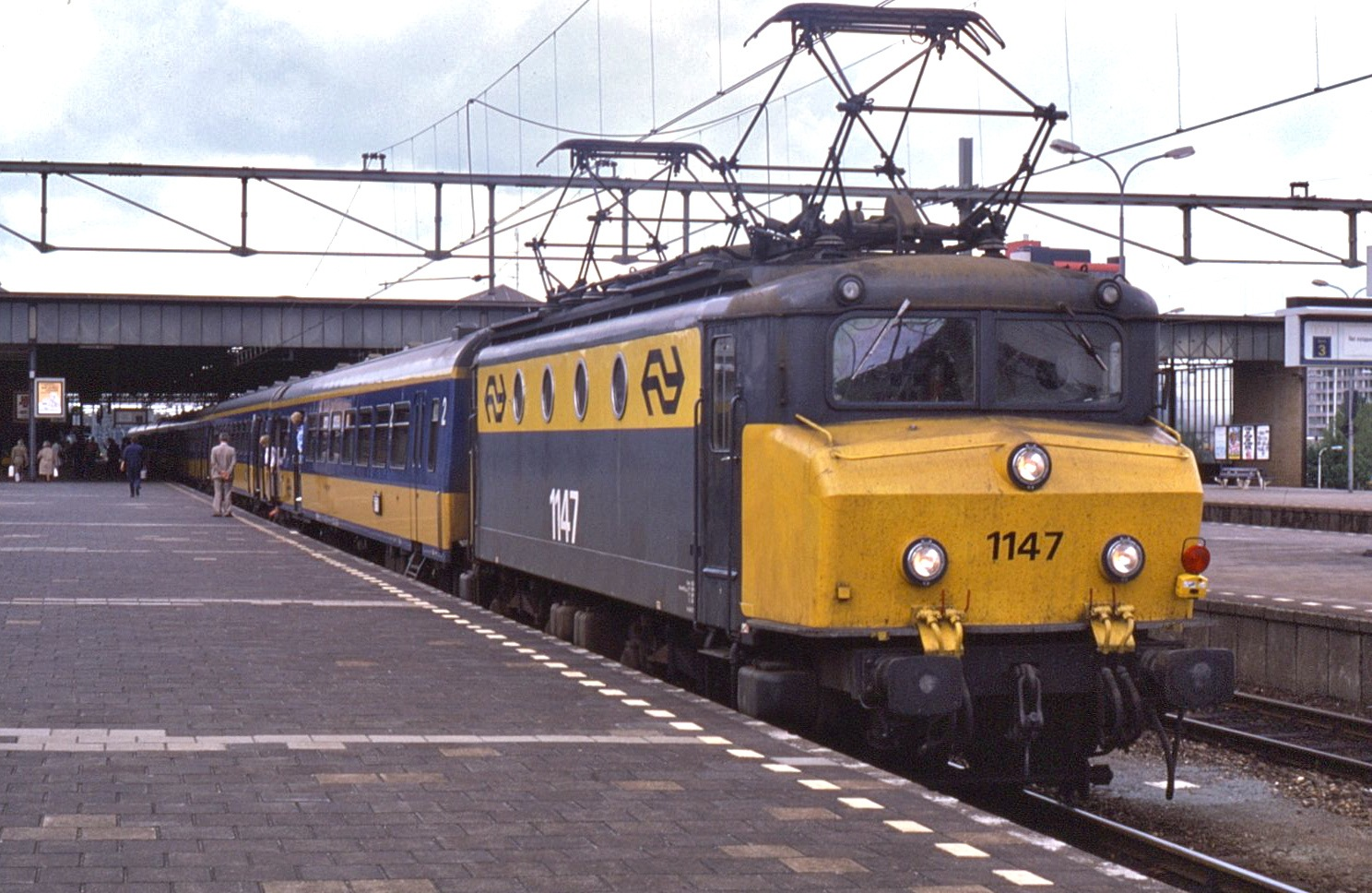
Locomotive électrique NS 1147 avec des voitures interurbaines à la gare d'Eindhoven ; 1985.

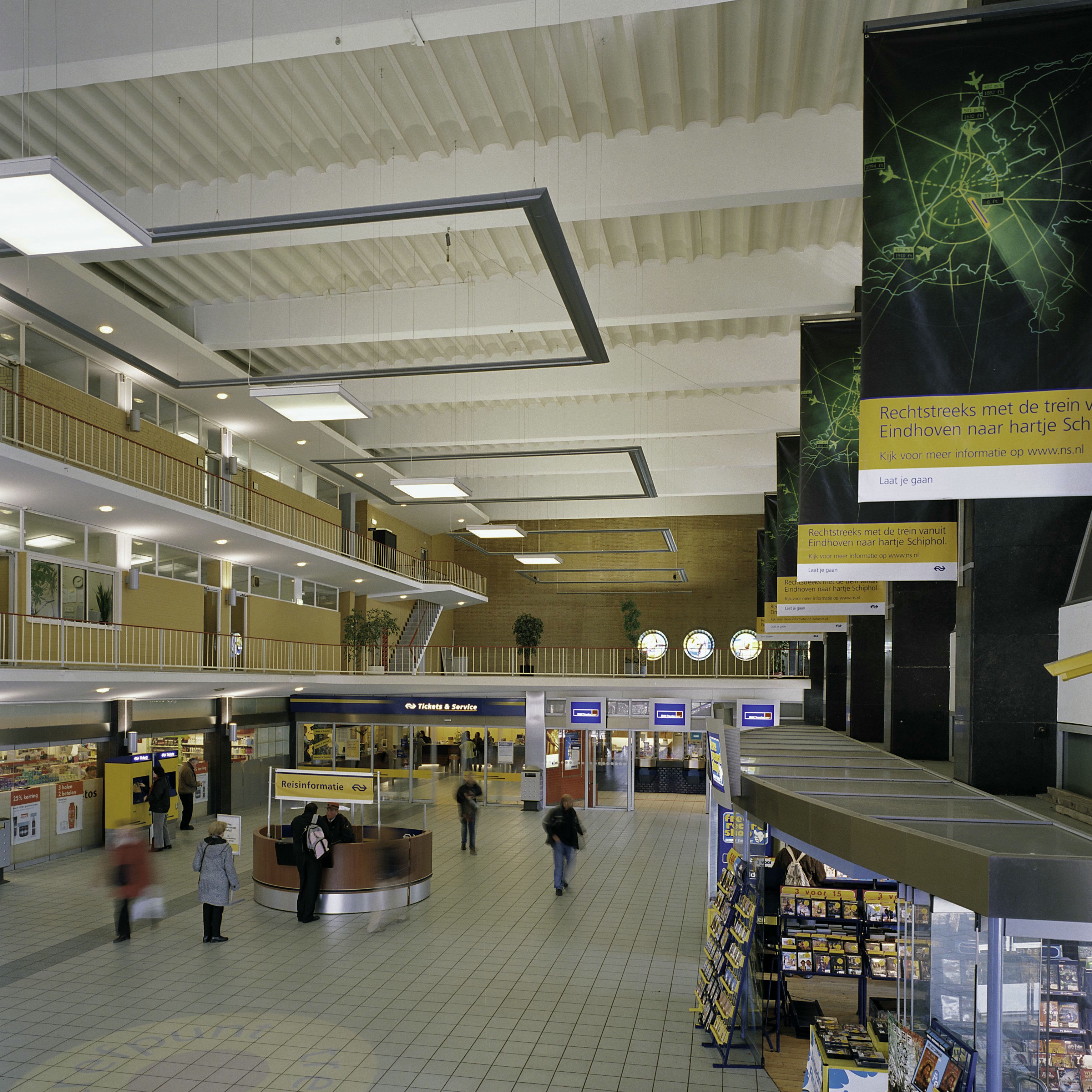
Intérieur du hall de la gare ; 2006.

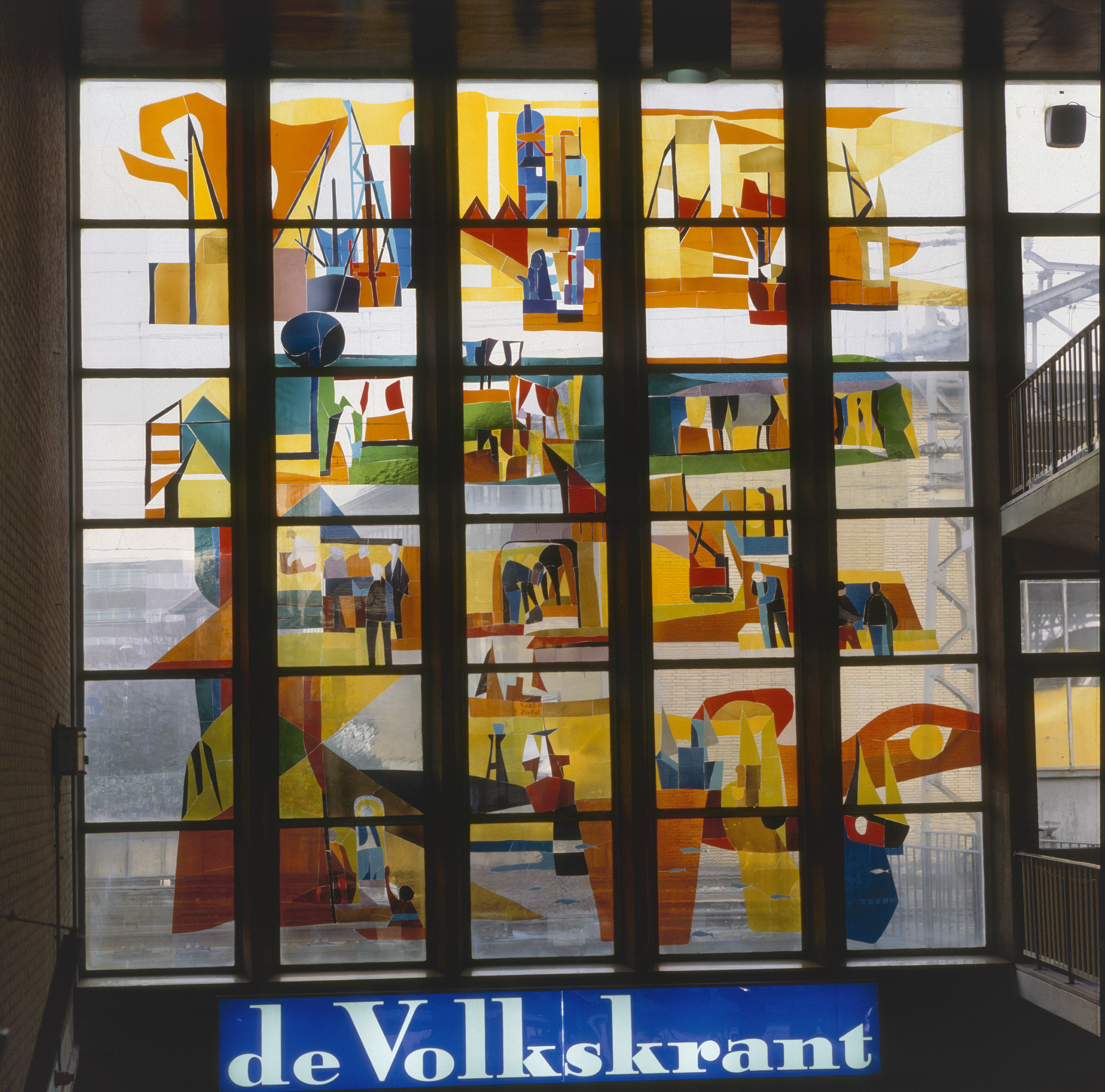
Applique en verre de Lex Horn (1954) à la gare d'Eindhoven ; 1989.

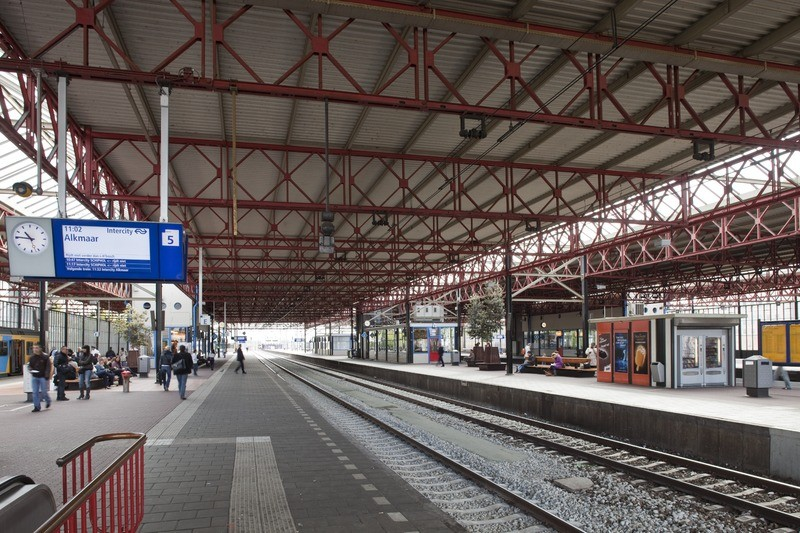
Sous l'auvent de la gare ; 2011.

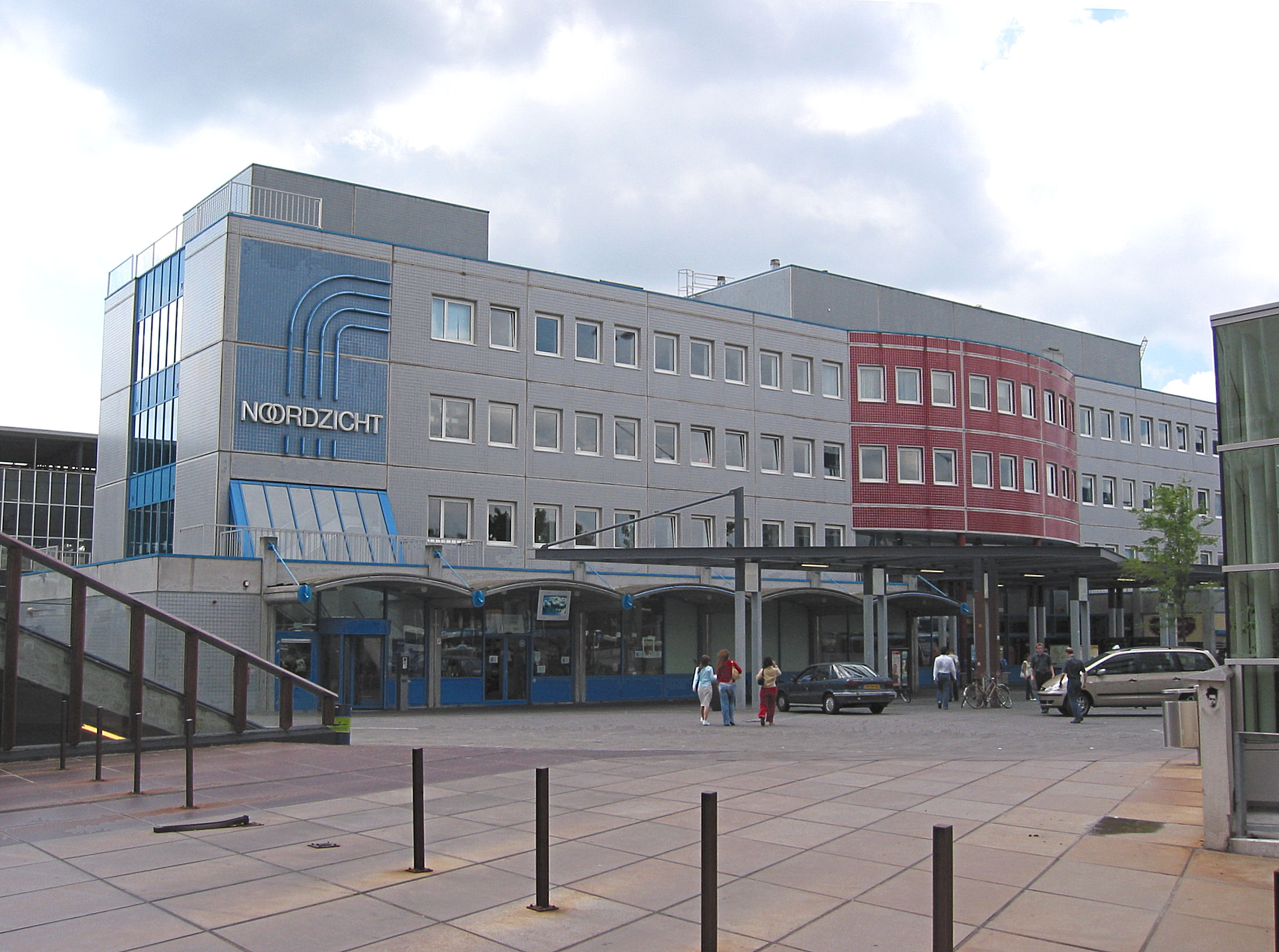
Côté nord : Neckerspoel et gare routière.

La gare centrale d'Eindhoven est la principale gare ferroviaire d'Eindhoven, dans le Brabant-Septentrional, aux Pays-Bas. Elle est située à la jonction de trois itinéraires : Venlo – Eindhoven, Bréda / Bois-le-Duc – Eindhoven et Eindhoven – Weert. Fort importante dans la partie sud des Pays-Bas, elle est la gare la plus fréquentée en dehors de la région du Randstad.

## Situation ferroviaire
Établie à 25 mètres d'altitude, la gare centrale d'Eindhoven est située sur les lignes : d'Eindhoven à Weert, de Bréda à Maastricht et de Venlo à Eindhoven.

## Histoire
La gare d'origine d'Eindhoven a été ouverte 1er juillet 1866 par la Compagnie pour l'exploitation des chemins de fer de l'État néerlandais (SS) qui inaugure la section de de Boxtel à Eindhoven de la ligne de Bréda à Maastricht, parcourable dans son intégralité à partir du 1er octobre. La gare se situe à l'époque sur le territoire de Woensel.
En 1913 est construite la ligne d'Eindhoven à Weert, reliant ces deux gares dont les bâtiments ont été reconstruits pour l'occasion.
De 1879 à 1985, elle se situait aussi sur ligne 18 d'Eindhoven à Hasselt via Valkenswaard. Des vestiges de cette ligne ont été conservés dans la ville, comme les bâtiments et les noms de rue.
La gare actuelle est située dans le quartier Fellenoord. À environ 900 mètres se trouve le Philips Stadion, le stade du PSV Eindhoven.

## Bâtiment
La gare d'origine d'Eindhoven était dotée d'un bâtiment standard SS type troisième classe. Neuf de ces bâtiments conçus par l'ingénieur Karel Hendrik van Brederodeont été érigés par les Chemins de fer de l’État dans les années 1860,. Il est démoli en 1912 pour faire place au deuxième bâtiment, de style moderniste avec une façade en brique, aux lignes droites et à l'apparence sobre, et un pavillon à la haute toiture à quatre versants. Cette gare due à George van Heukelom (nl) a également été démolie en 1956. À cette occasion, les voies ont été déplacées d'environ 150 mètres vers le nord.
Le bâtiment de la gare actuelle a été construit en 1956 sur un projet de l'architecte Koen van der Gaast. On a souvent avancé qu'elle ressemblait à une radio Philips de l'époque, mais une telle radio n'a jamais existé et l'idée ne cadre pas avec les vues fonctionnalistes de Van der Gaast. Dans sa vision, la gare devait occuper une place prépondérante par rapport aux autres moyens de transport. Pas la dimension humaine, mais l'espace urbain était décisif dans les dimensions. Selon lui, la gare n'était pas non plus autorisée à avoir une fonction résidentielle, elle n'était destinée que comme un espace de passage pour la correspondance d'un mode de transport à l'autre.
En 1991, la gare d'Eindhoven a reçu un deuxième bâtiment de gare supplémentaire face à la gare routière de Neckerspoel, la première gare routière dynamique des Pays-Bas. Les étages supérieurs sont utilisés comme bureaux. Comme pour de nombreuses autres stations néerlandaises de la seconde moitié des années 1980, l'accent était mis sur la couleur bleue. L'intérieur a été rénové en 2017 et le style des deux bâtiments d'accueil harmonisés.
Jusqu'en 2007, une maquette de la station se trouvait au parc de miniatures Madurodam. Au centre de la gare se trouve une statue d'Anton Philips, le fondateur du groupe Philips créé à Eindhoven.
Chaque jour, 200 000 piétons traversent le tunnel sous la gare, à la fois pour prendre le train ou le bus ou pour circuler entre le centre-ville et l'université. En 2018, environ le nombre de montées et de descentes était en moyenne de 65 000 personnes chaque jour (hors passagers en correspondance). De plus, 15 000 personnes supplémentaires (par exemple des passagers de bus) employaient à la gare. Cela fait de la gare centrale d'Eindhoven la sixième gare la plus fréquentée des Pays-Bas et la gare la plus fréquentée en dehors de la  Randstad. Le 15 décembre 2019, le nom de la gare d'Eindhoven a été complété par l'appellation « Centraal ».

### Rénovation
Avec plus de 90.000 passants par jour, la capacité de l'ancien tunnel de la gare de huit mètres de large était insuffisante. Il n'y avait pas non plus d'installations telles que des ascenseurs pour atteindre les quais, les escaliers mécaniques ne pouvaient être utilisés que dans le sens de la montée et un escalier entravait l'accès au tunnel de la gare.
En 2013, la construction du nouveau tunnel de la gare a commencé et simultanément des ascenseurs et de nouveaux escaliers mécaniques dans les deux directions été installés. Lors de la construction du nouveau tunnel de 34 mètres de large, l'ancien tunnel est resté ouvert, afin que les voyageurs ne soient pas incommodés par les travaux. Un quai temporaire a également été construit sur l'ancienne voie postale (voie 34), à l'extérieur de la couverture des quais côté ville. Le nouveau tunnel de la gare a été mis en service fin 2015 et entièrement ouvert fin 2016.
En mars 2018, l'ensemble du projet avec les deux tunnels de la gare, un hall rénové du côté nord et une rénovation complète du bâtiment monumental de la gare par Koen van der Gaast, y compris le hall de la gare et la restauration, a été achevé. Le coût total de la rénovation s'est élevé à 70 millions d'euros.

## Service des voyageurs

### Accueil
La gare d'Eindhoven Centraal abrite plusieurs magasins, la boutique de transport Hermes et un point de service NS. Le bâtiment de la gare abrite également l'office du tourisme d'Eindhoven. Le restaurant de la gare, situé au-dessus de l'entrée principale, a rouvert ses portes le 5 septembre 2020, après avoir été rénové par l'opérateur "Coffeelab". La gare est accessible via le système de cartes à puce Ports OVC.

### Intermodalité
Il y a deux abris à vélos gardés et plusieurs abris à vélos non gardés. Il y a aussi la possibilité de louer un vélo OV.
Autobus : au nord de la gare, sur la rue J.F. Kennedylaan, les services réguliers internationaux vers des destinations en Allemagne et Espagne s'arrêtent également. Eurolines proposait des services réguliers vers Londres et Paris. FlixBus propose des services réguliers vers, entre autres, Berlin, Bruxelles, La Haye, Munich, Enschede et Groningue. IC Bus circule plusieurs fois par jour avec des bus directement vers Anvers et Düsseldorf.

## Patrimoine ferroviaire
Depuis le 1er janvier 2008, la gare, ainsi qu'une centaine d'autres bâtiments de la période de la reconstruction, a reçu le statut de monument national. Le toit au-dessus des plates-formes est maintenu en place par des éléments de pont Bailey.

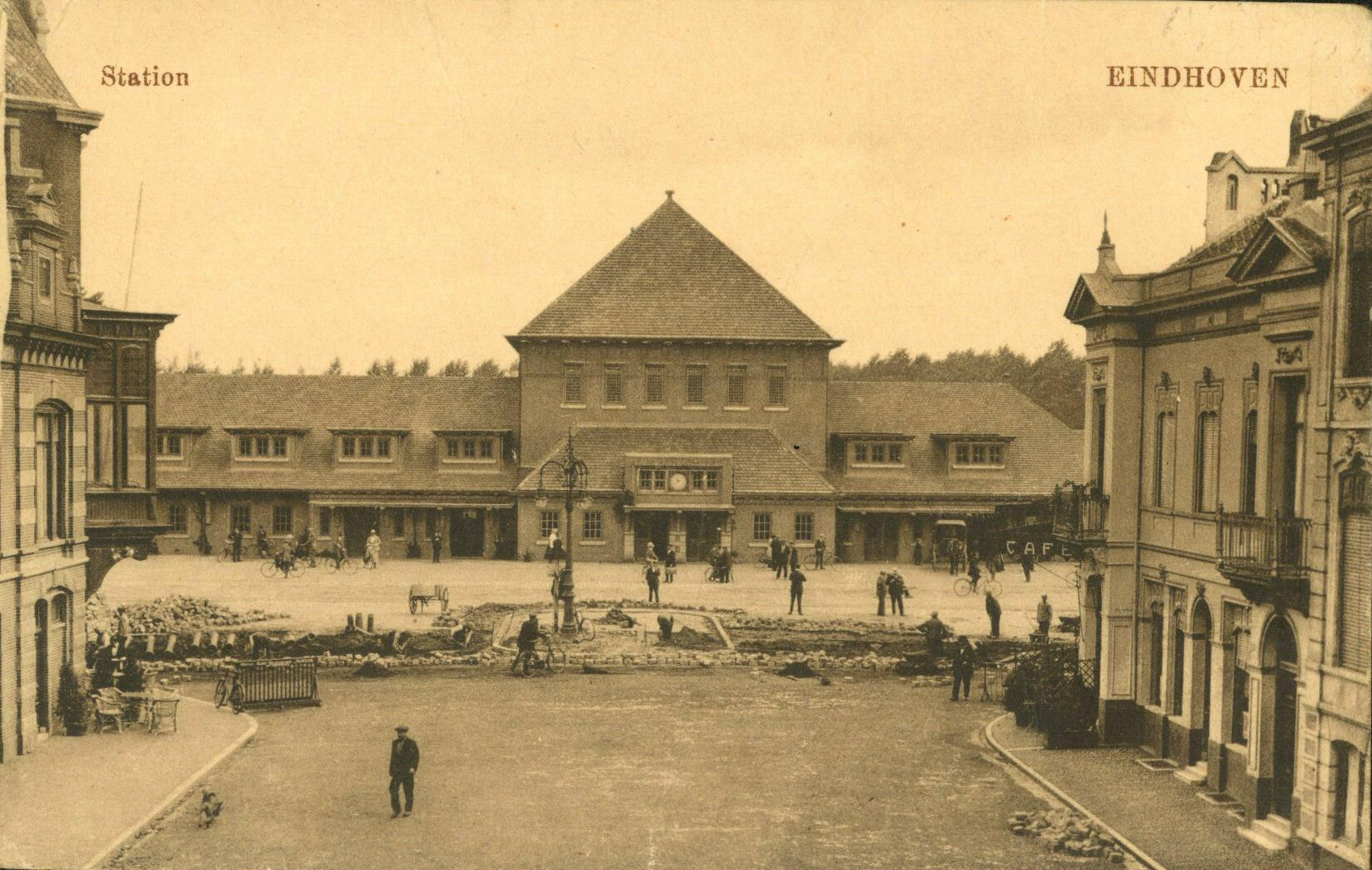
Façade de la gare d'Eindhoven, 1915 - 1925.
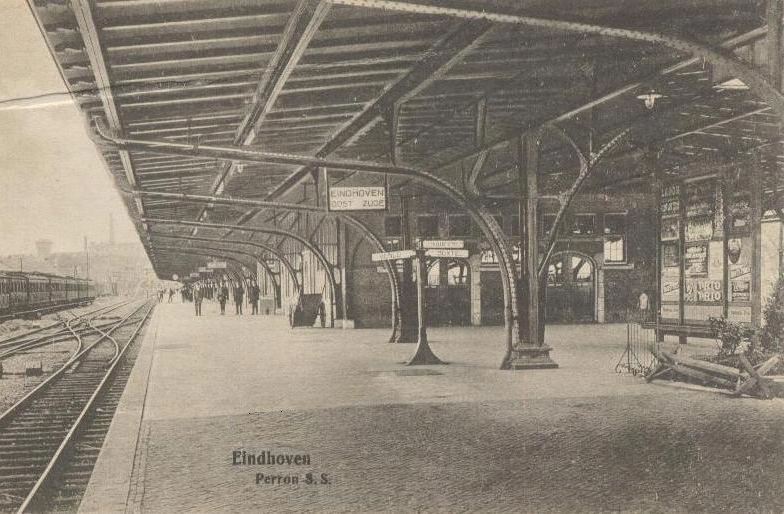
Quai de la gare en 1921.
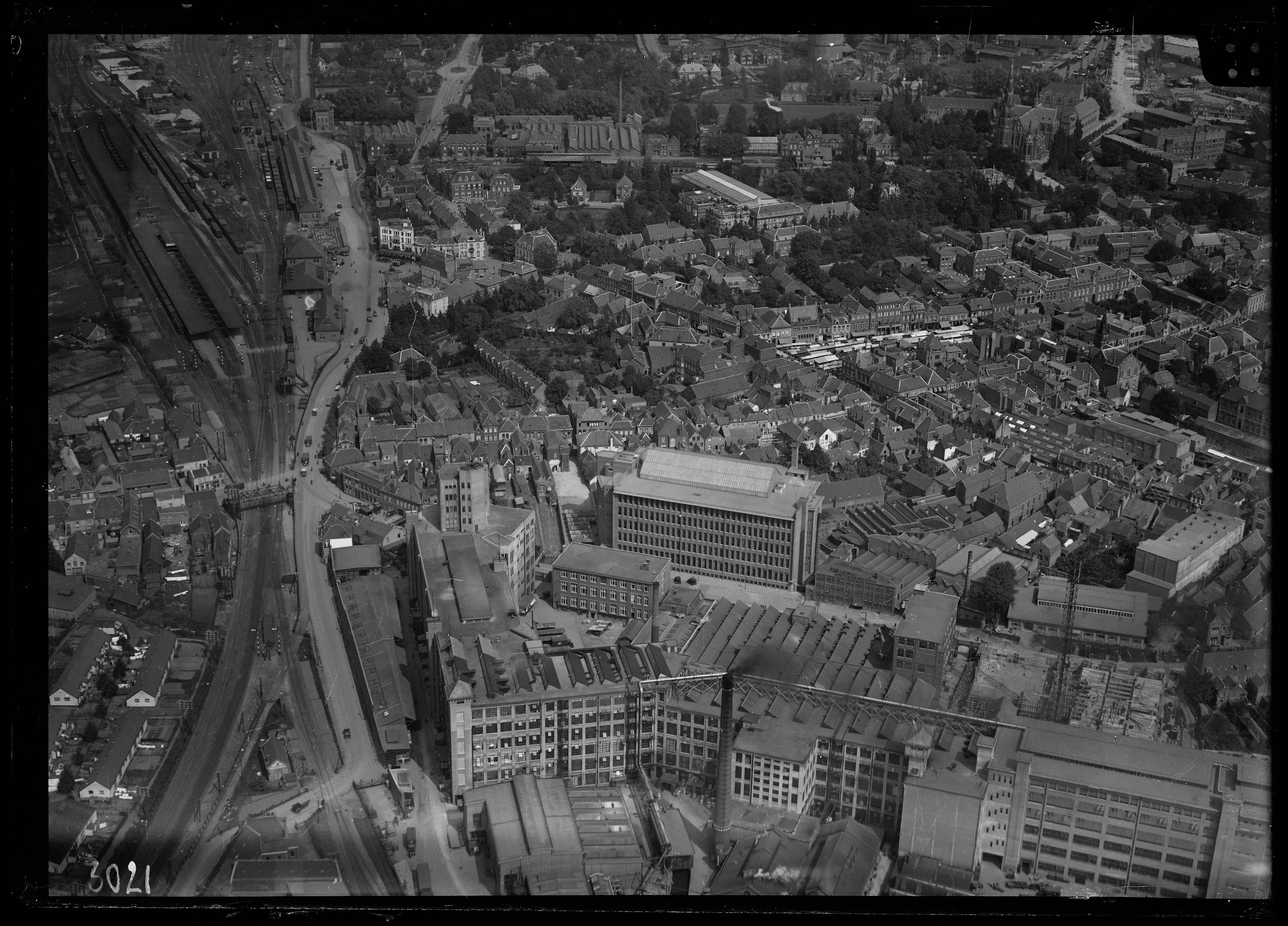
Vue aérienne de la gare centrale d'Eindhoven (1920-1940), Institut néerlandais d'histoire militaire.
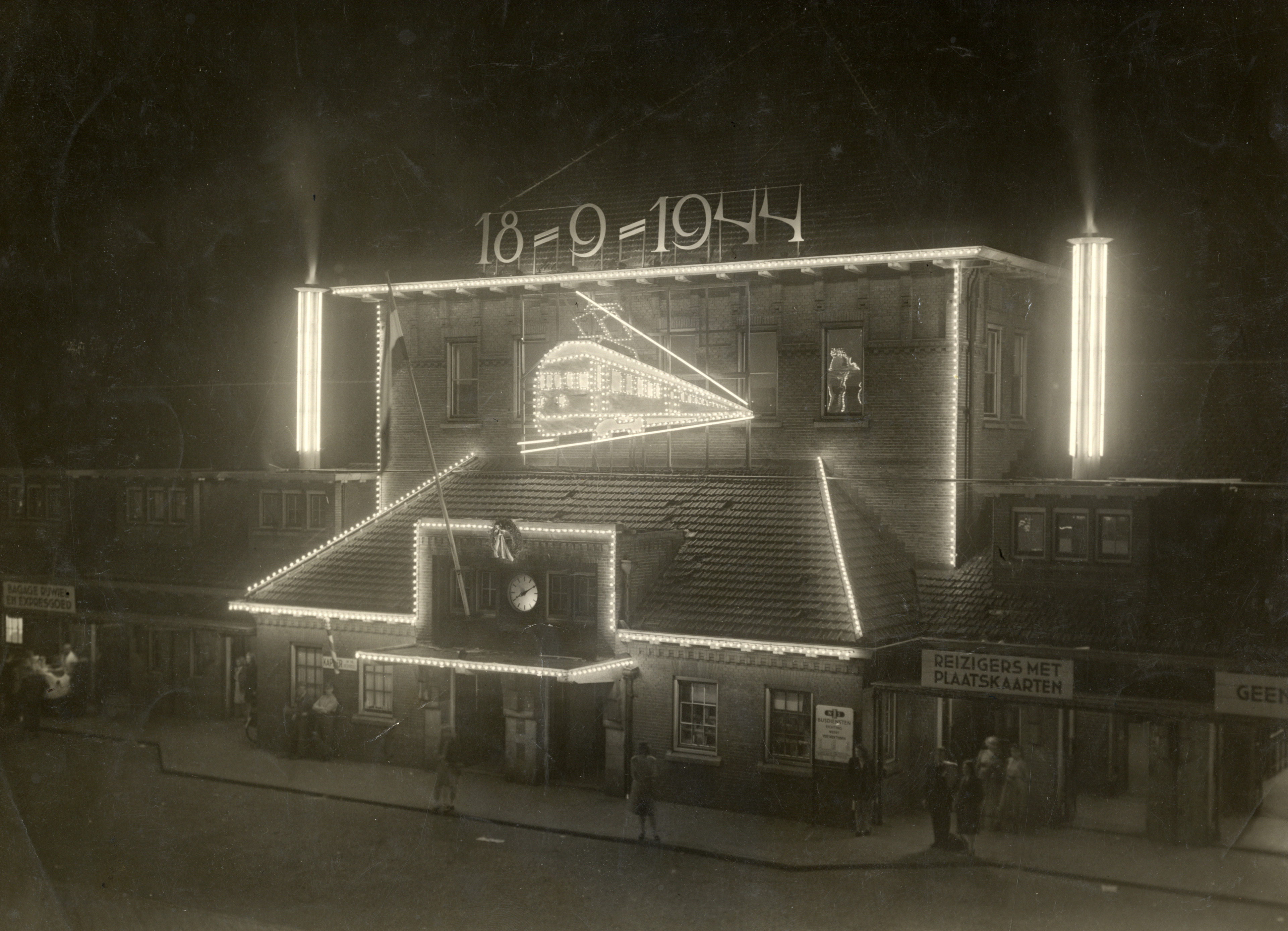
La façade illuminée de la gare d'Eindhoven après la libération de la ville le 18 septembre 1944.
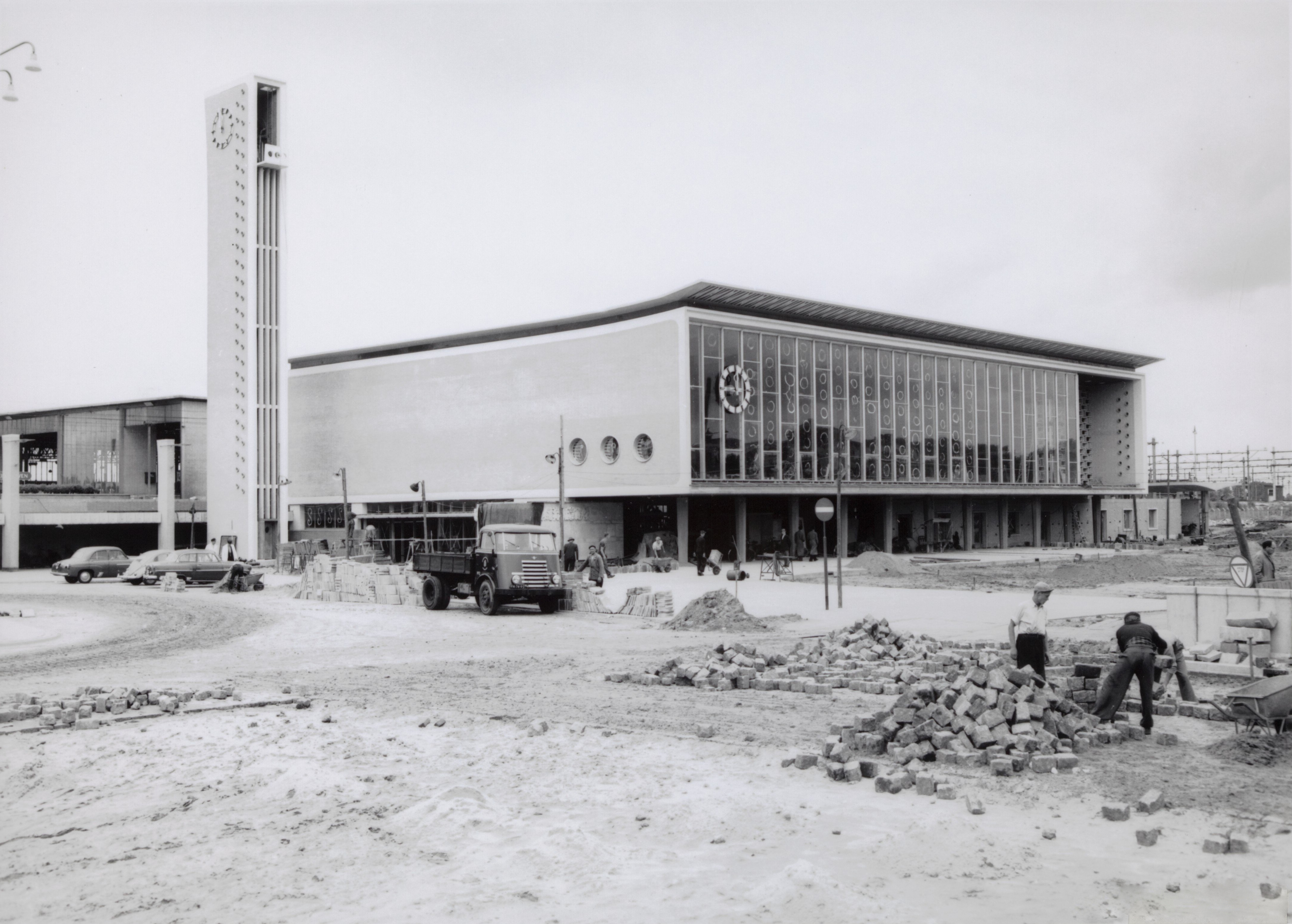
La nouvelle gare d'Eindhoven peu après son inauguration; 1956.
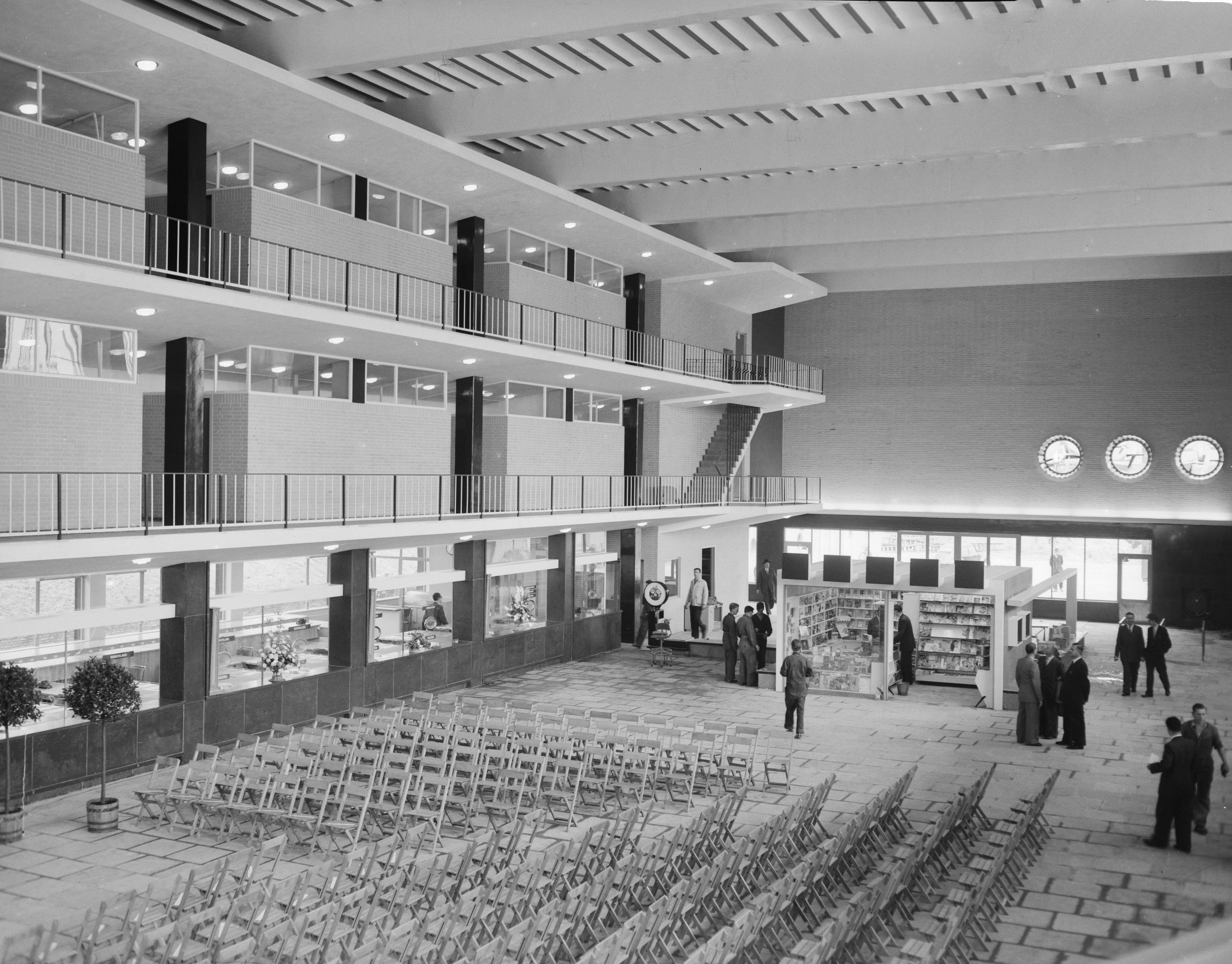
Le hall de la nouvelle gare d'Eindhoven avant l'ouverture officielle ; 10 août 1956.
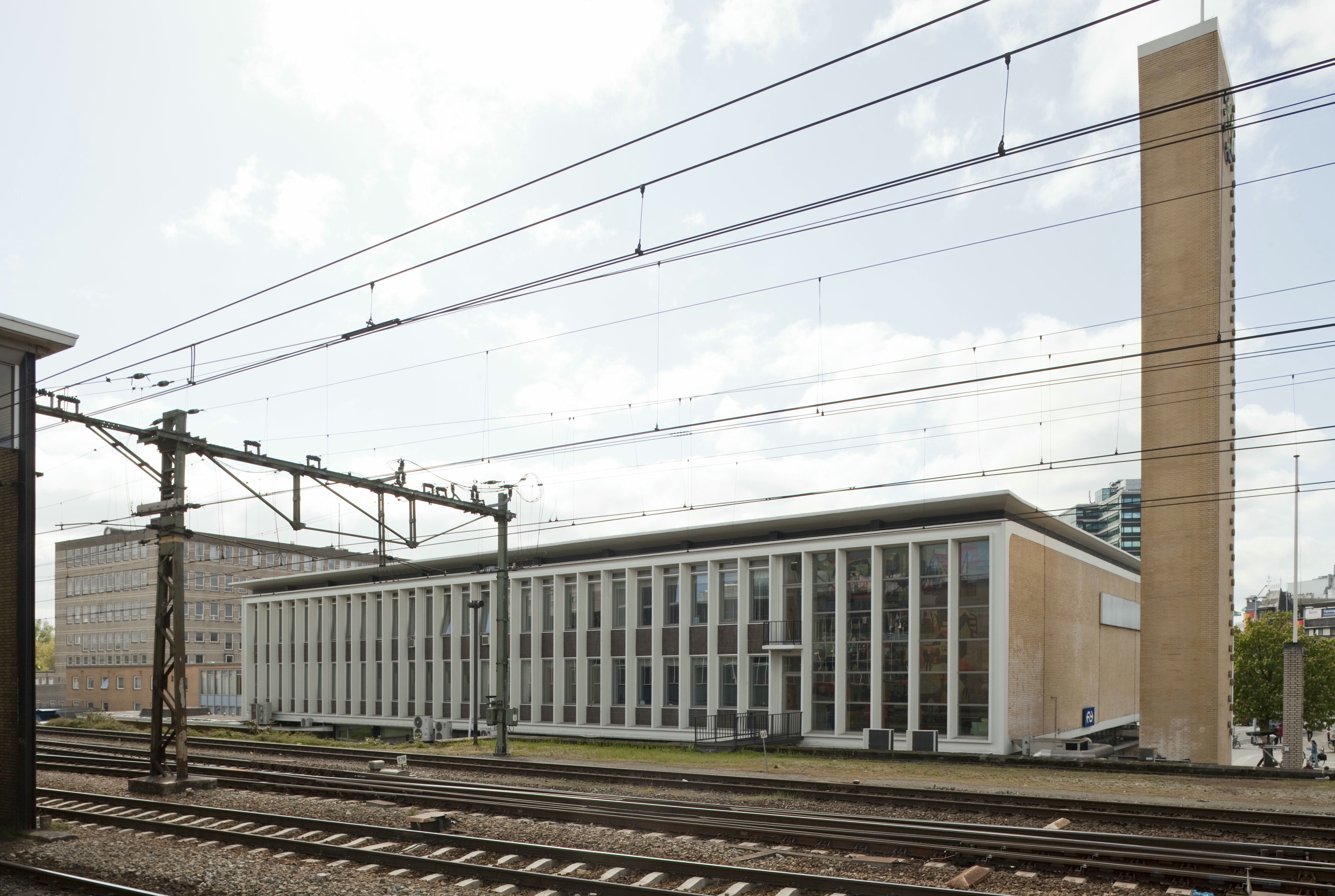
Vue arrière du bâtiment de 1956.
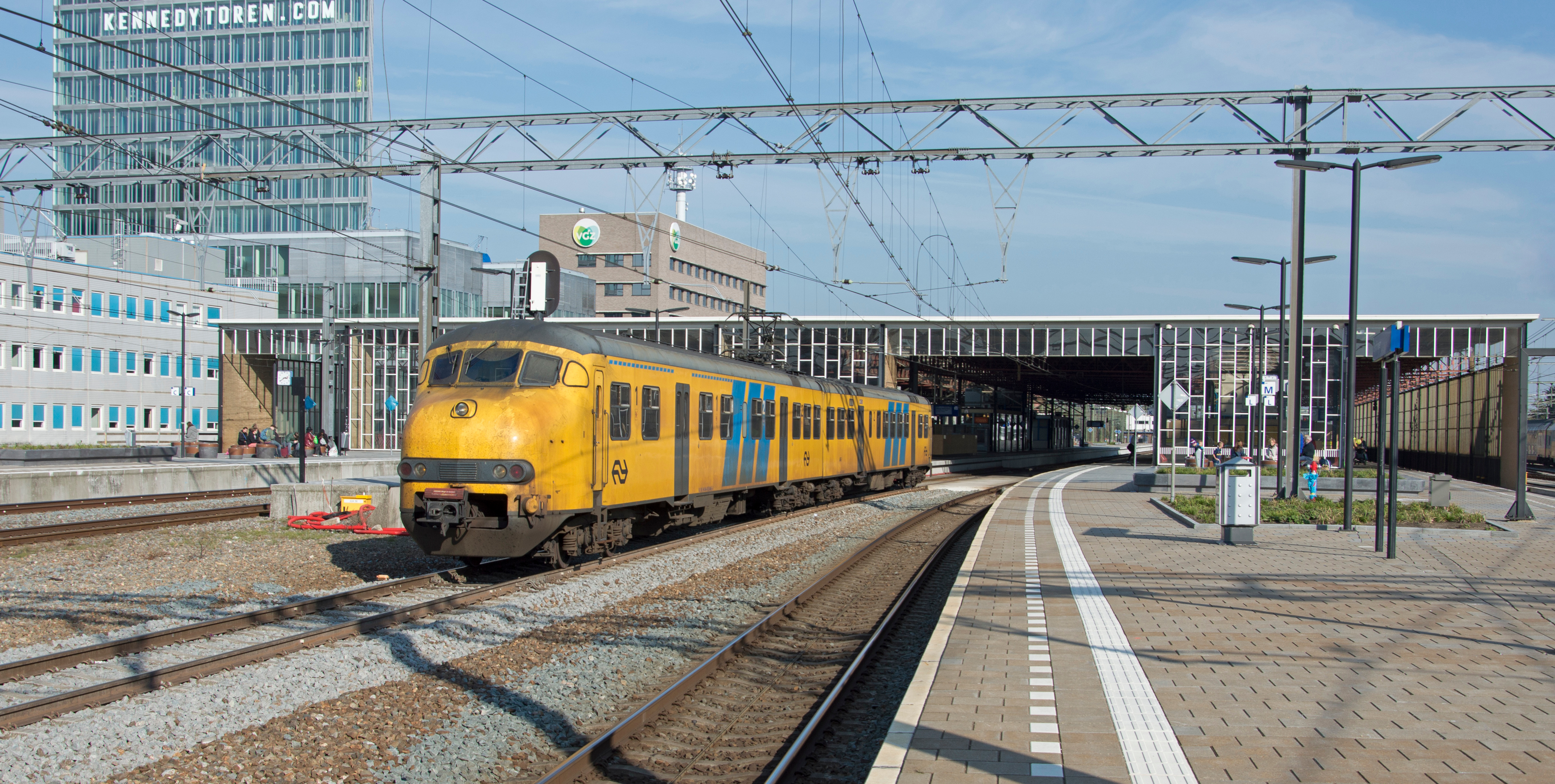
Quais de la gare d'Eindhoven (2015).
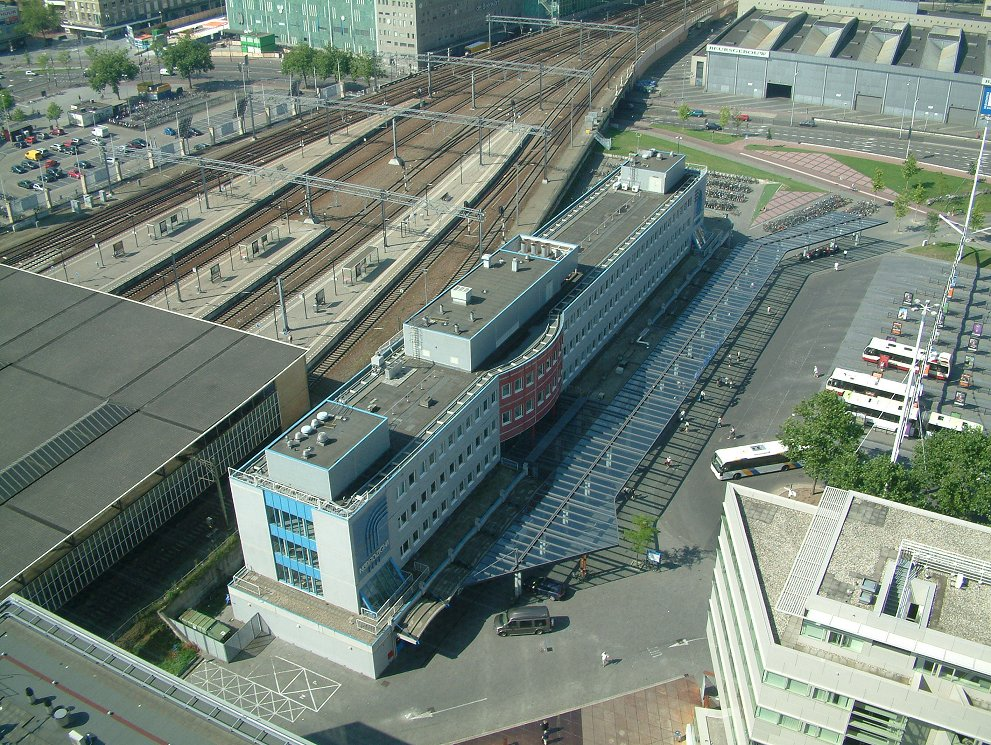
Quais couverts et gare routière.
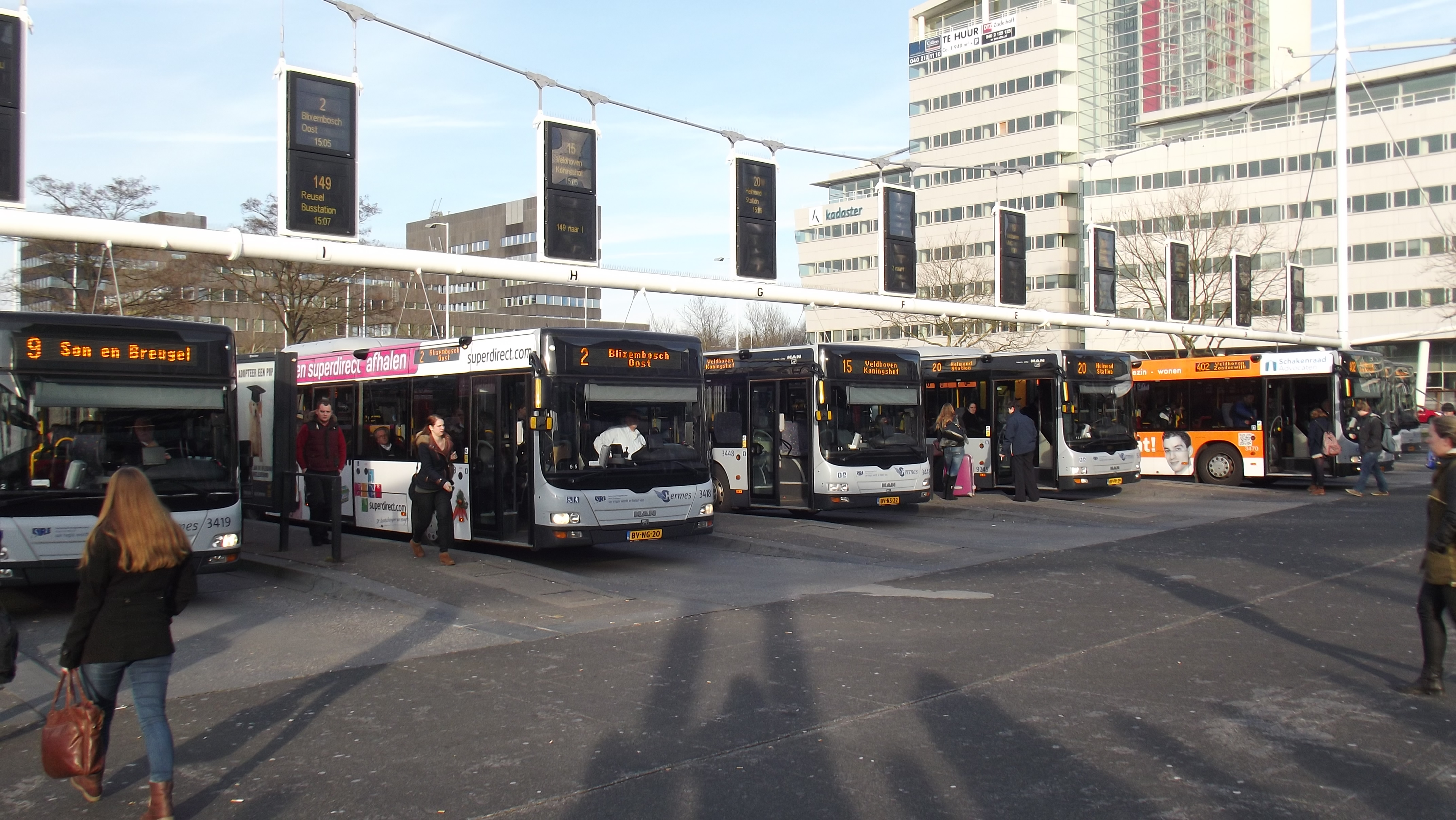
Gare routière de Neckerspoel.